# キューティーハニーF ソングコレクション
『キューティーハニーF ソングコレクション』は、テレビアニメ『キューティーハニーF』のアルバム作品。1997年6月21日に日本コロムビアより発売された。全10曲収録。

## 概要
テレビアニメ『キューティーハニーF』のオープニング主題歌「キューティーハニー」とイメージソング9曲を収録。

## 曲目リスト
1. キューティーハニー （1:56）
  - 作詞：クロードQ／作曲：渡辺岳夫／編曲：亀山耕一郎／歌：SALIA
2. 明日のDoor 〜The Theme of KISARAGI HONEY〜 （3:20）
  - 作詞：四宮正恵／作曲：佐橋俊彦／編曲：佐橋俊彦／歌：永野愛
3. 真夜中の電話 （4:29）
  - 作詞：岸恭子／作曲：南利一／編曲：南利一／歌：岸恭子
4. TRUE LOVE （3:44）
  - 作詞：近藤由華／作曲：亀山耕一郎／編曲：亀山耕一郎／歌：麻生かほ里
5. 夜霧のハニー （3:14）
  - 作詞：伊藤アキラ／作曲：渡辺岳夫／編曲：亀山耕一郎／歌：SALIA
6. 星になれ （3:03）
  - 作詞：河野優美／作曲：三宅一徳／編曲：三宅一徳／歌：橋本潮
7. 始まりの瞬間 （4:31）
  - 作詞：長倉康恵／作曲：寺畑早知子／編曲：一ノ瀬響／歌：伊藤やす子
8. 聖羅 〜哀しみの紋章（エンブレム）/The Theme of MISTY HONEY〜 （4:43）
  - 作詞：石川絵理／作曲：佐橋俊彦／編曲：佐橋俊彦／歌：広谷順子
9. あなたに届けたい （5:32）
  - 作詞：近藤由華／作曲：山本健司／編曲：山下康介／歌：SALIA
10. きっとVICTORY! 〜The Theme of CUTIE HONEY〜 （3:48）
  - 作詞：近藤由華／作曲：佐橋俊彦／編曲：佐橋俊彦／歌：堀江美都子